# Chusang Rinpoche
Chusang Rinpoche (tibetisch Chu bzang rin po che; chinesisch Quezang huofo 却藏活佛 oder Quezang hutuketu 却藏呼图克图) ist eine wichtige Inkarnationsreihe der Gelugpa-Klöster Kumbum und Gönlung Champa Ling, die auch Äbte der Klöster Chusang und Chakhyung stellt.
Der 1. Chusang Rinpoche war Chusang Namgyel Peljor (chu bzang rnam rgyal dpal 'byor; 1578–1651).
Weitere berühmte Vertreter sind der 2. und 6. Chusang Rinpoche: Lobsang Tenpe Gyeltshen (Blo bzang bstan pa'i rgyal mtshan; 1652–1723) und Lobsang Tenpe Wangchug (Blo bzang bstan pa'i dbang phyug; * 1914).

## Liste der Chusang Rinpoches
Pinyin/chinesisch/Lebensdaten/deutsch/Wylie
1. Nanjie Banjue 南杰班觉 (1578–1651) Chusang Namgyel Peljor (Chu bzang Rnam rgyal dpal 'byor)
2. Luosang Danbei Jianzan 罗桑丹贝坚赞 (1652–1723) Lobsang Tenpe Gyeltshen (Blo bzang bstan pa'i rgyal mtshan)
3. Awang Tudeng Angxiu 阿旺图登昂秀 (1725–1796) Ngawang Thubten Wangchug (ngag dbang thub bstan dbang phyug)
4. Luosang Tudeng Reji 罗桑图登热吉 (1797–1858) Lobsang Thubten Rabgye (blo bzang thub bstan rab rgyas) (?)
5. Luosang Tudeng Xuezhu Nima 罗桑图登雪珠尼玛 (1859–1913) Lobsang Thubten Shedrub Nyima (blo bzang thub bstan bshad sgrub nyi ma)
6. Luosang Danbei Angxiu 罗桑丹贝昂秀 (1914–) Lobsang Tenpe Wangchug (blo bzang bstan pa'i dbang phyug)

## Nachschlagewerke
- Zangzu da cidian. Lanzhou 2003.